# Ahamada Haoulata
Ahamada Haoulata est une athlète comorienne née le 6 mai 1975.

## Carrière
Elle participe au 400 mètres féminin aux Jeux olympiques d'été de 1996 à Atlanta, où elle est éliminée en séries.
Elle est la première femme comorienne à participer à une épreuve des Jeux olympiques.